# Valda Aveling
Valda Rose Aveling (Sydney, 16 de mayo de 1920 – 21 de noviembre de 2007) fue una pianista, clavecinista y clavicordista australiana. Su repertorio era muy amplio e incluía piezas de William Byrd, Jan Sweelinck, Sergei Rachmaninoff y Béla Bartók.
Valda Aveling demostró gran talento un gran talento desde temprana edad.  A los 16 años, obtuvo el diploma del Conservatorio de Música de Sídney, y actuó en el Eisteddfod de Sydney en 1935 donde ganó el Australian Women's Weekly de Eisteddfod como la más talentosa pianista juvenil. Se fue a Gran Bretaña para estudiar clavecín y clavicordio con Violet Gordon-Woodhouse. Volvió en 1938 para hacer su debut comop pianista con Malcolm Sargent, en el Sydney Town Hall.  En un concierto en Manila, tocó Concierto para piano n.º 1 de Chaikovski, Concierto para piano n.º 2 de Rajmáninov y Concierto para piano n.º 5 de Beethoven. Más tarde llegó a detestar la música de Beethoven, diciendo que no había "nada de ligero en ella".
En 1947, realizó una gira por Australia para la Australian Broadcasting Commission, pero regresó a Gran Bretaña a principios de la década de 1950. Durante los siguientes 30 años, apareció en importantes festivales británicos como los Proms y en todo el Lejano Oriente, Europa y América del Norte.
Se desempeñó como clavecinista antes del surgimiento del movimiento musical antiguo y encargó obras para este instrumento a compositores vivos. Fue la primera en ofrecer recitales amplificados de clavicordio. Impartió clases en el Trinity College of Music de Londres y realizó numerosas grabaciones. Entre sus alumnos más destacados se encontraba el pianista Howard Brown.
Entre los artistas con los que colaboró figuraron Benjamin Britten, Joan Sutherland, Richard Bonynge, Evelyn Rothwell, Luciano Pavarotti, Leontyne Price, Kiri Te Kanawa y Renata Tebaldi. Tocó piezas de Bach con dos, tres y cuatro teclados, con George Malcolm, Simon Preston, Eileen Joyce y Geoffrey Parsons, y con directores como Yehudi Menuhin.  Realizó numerosos estrenos, entre ellos nuevas obras de Stephen Dodgson y Elizabeth Maconchy.
En 1982, fue nombrada oficial de la Orden del Imperio Británico (OBE).
Valda Aveling nunca se casó. Vivió los últimos diez años de su vida al cuidado de sus amigos y cuidando su jardín, que albergaba un gran eucalipto importado de Australia. Falleció a los 87 años.